# Élections législatives de 2014 aux Îles Cook
Des élections législatives ont lieu aux Îles Cook le 9 juillet 2014. Il s'agit de renouveler les vingt-quatre membres du Parlement.
Les élections aboutissent à une très courte victoire du gouvernement sortant, qui conserve treize sièges.

## Système politique et électoral
Les Îles Cook sont un pays de facto indépendant, bien que de jure sous souveraineté néo-zélandaise. Le modèle politique est fondé sur le système de Westminster. Le Parlement est élu pour quatre ans au suffrage universel direct, puis produit et contrôle l'exécutif (le Premier ministre et son gouvernement). Chacun des vingt-quatre députés est élu pour représenter une circonscription, au scrutin uninominal majoritaire à un tour,.
Il y a deux principaux partis politiques. Les Parti des Îles Cook (CIP) est le parti du gouvernement sortant, du Premier ministre Henry Puna, ayant remporté seize sièges aux élections de novembre 2010. Nationaliste, visant la sauvegarde de la culture des Îles Cook, il est généralement considéré plus à gauche que le Parti démocrate, de tendance libérale et détenteur de huit sièges à la suite des élections de 2010. À la tête du Parti démocrate, Wilkie Rasmussen est le chef de l'opposition dans la législature sortante. Pour les élections de 2014, un troisième parti est présent dans plusieurs circonscriptions : le Mouvement pour l'unité des Îles Cook (One Cook Islands Movement, OCIM). Il est fondé en mai 2014 par Teinakore Tom Bishop, vétéran du Parti des Îles Cook, et ministre des Ressources marines qui vient d'être exclu du gouvernement Puna, étant accusé de corruption et soupçonné d'avoir voulu rejoindre l'opposition. Bishop indique espérer que son mouvement politique puisse peser sur le prochain gouvernement.

## Candidats
Dans la plupart des circonscriptions, il y a deux candidats, représentant chacun l'un des deux principaux partis. Les exceptions sont les suivantes :
- À Ivirua, l'ancien Premier ministre démocrate Jim Marurai est le seul candidat, et conserve donc son siège sans élection. (En 2010, il y avait obtenu 92,3 % des voix[8].) C'est la seule circonscription où il n'y ait qu'un candidat.
- À Tupapa-Maraerenga, Mauke et Pukapuka-Nassau, les candidats démocrate et CIP se voient défiés par un candidat d'un nouveau parti, le Mouvement pour l'unité des Îles Cook (OCIM).
- Les deux autres triangulaires sont à Titikaveka (candidats CIP, démocrate et du parti Titikaveka Oire), et à Ngatangiia (candidats CIP, démocrate et sans étiquette)
- À Arutanga-Reureu-Nikaupara, le candidat démocrate affronte le fondateur candidat de l'OCIM, Teinakore Bishop, mais il n'y a pas de candidat CIP.

Le Parti démocrate présente donc un candidat dans chaque circonscription, tandis que le Parti des Îles Cook est présent dans vingt-deux circonscriptions, et le Mouvement pour l'unité des Îles Cook dans quatre circonscriptions. Parmi les cinquante-deux candidats, on ne compte que six femmes, dont une seule pour le Parti des Îles Cook (dans une circonscription fortement démocrate). La seule candidate sans étiquette est une femme, Ngateina Jasmine Mackenzie.

## Campagne électorale
Le Parti des Îles Cook fait campagne sur son bilan, et notamment le développement des infrastructures sur les îles isolées, et les baisses d'impôts. Le Parti démocrate promet de revitaliser le secteur agricole, afin de créer des emplois et de réduire la nécessité d'importer des produits alimentaires. Le Mouvement pour l'unité des Îles Cook prône une aide pour le développement du tourisme dans les îles isolées, par exemple au moyen de subventions publiques pour les transports (avions et bateaux) vers ces îles.

## Résultats
En recul, le Parti des Îles Cook conserve une majorité absolue au Parlement par la plus petite des marges, avec treize sièges sur vingt-quatre, et ce malgré un total de votes inférieur à celui du parti démocrate, qui frôle la majorité absolue au niveau national. Le Premier ministre Henry Puna, initialement donné battu dans sa circonscription lors des résultats provisoires, conserve son siège. À l'inverse le chef de l'opposition, Wilkie Rasmussen, perd son siège, et donc sa fonction à la tête de l'opposition. Dans la plus petite des circonscriptions, Tamarua, où le député sortant du CIP ne se représentait pas, le candidat du CIP Tokorua Pareina remporte le siège avec une voix d'avance (28 voix contre 27), conférant ainsi la victoire d'ensemble à son camp.
Sur l'île d'Atiu, la défaite du vétéran politique Norman George (démocrate) dans la circonscription de Teenui-Mapumai est une surprise. Il est largement battu par Rose Toki-Brown (Parti des Îles Cook), qui recueille plus de 59 % des voix. Rose Taki-Brown serait par ailleurs la seule femme élue députée pour cette nouvelle législature.
|                           |                                      |        |       |        |               |  |  |  |  |
| Partis                    | Partis                               | Voix   | %     | Sièges | +/-           |  |  |  |  |
|                           | Parti des Îles Cook                  | 3 499  | 46,3  | 13     | 3             |  |  |  |  |
|                           | Parti démocrate                      | 3 811  | 49,2  | 9      | 1             |  |  |  |  |
|                           | Mouvement pour l'unité des Îles Cook | 790    | 9,6   | 2      | en stagnation |  |  |  |  |
|                           | Titikaveka Oire                      | 96     | 1,2   | 0      | en stagnation |  |  |  |  |
|                           | Indépendants                         | 73     | 0,9   | 0      | en stagnation |  |  |  |  |
|                           |                                      |        |       |        |               |  |  |  |  |
| Suffrages exprimés        | Suffrages exprimés                   | 8 364  | 99,23 |        |               |  |  |  |  |
| Votes blancs et invalides | Votes blancs et invalides            | 65     | 0,77  |        |               |  |  |  |  |
| Total                     | Total                                | 8 429  | 100   | 24     | en stagnation |  |  |  |  |
| Abstentions               | Abstentions                          | 1 965  | 18,91 |        |               |  |  |  |  |
| Inscrits / participation  | Inscrits / participation             | 10 394 | 81,09 |        |               |  |  |  |  |

| ↓  |     |      |
| 9  | 13  | 2    |
| PD | PIC | MUIC |

### Résultats des têtes de listes
| Parti | Parti                                | Dirigeant                  | Circonscription du dirigeant | Résultat |
| ----- | ------------------------------------ | -------------------------- | ---------------------------- | -------- |
|       | Parti des Îles Cook                  | Henry Puna                 | Manihiki                     | Elu      |
|       | Parti démocrate                      | Wilkie Rasmussen           | Penrhyn                      | Battu    |
|       | Mouvement pour l'unité des Îles Cook | Teinakore Tom Bishop       | Arutanga-Reureu-Nikaupara    | Elu      |
|       | Titikaveka Oire                      | Teava Iro                  | Titikaveka                   | Battu    |
|       | sans étiquette                       | Ngateina Jasmine Mackenzie | Ngatangiia                   | Battu    |

### Par circonscription
Circonscriptions à Rarotonga
| Circonscription            | Député sortant | Député sortant          | Parti du sortant | Sortant se représente ?              | Élu | Élu             | Parti de l'élu | Score de l'élu |
| -------------------------- | -------------- | ----------------------- | ---------------- | ------------------------------------ | --- | --------------- | -------------- | -------------- |
| Tupapa-Maraerenga          |                | George Angene           | CIP              | oui, mais sous l'étiquette de l'OCIM |     | George Angene   | OCIM           | 51 %           |
| Takuvaine-Tutakimoa        |                | Mark Brown              | CIP              | oui                                  |     | Mark Brown      | CIP            | 63,9 %         |
| Avatiu-Ruatonga-Palmerston |                | John Henry              | CIP              | oui                                  |     | Albert Nicholas | Dém.           | 53,1 %         |
| Nikao-Panama               |                | Ngamau Mere Munokoa     | Dém.             | oui                                  |     | Ngamau Munokoa  | Dém.           | 64,1 %         |
| Ruaau                      |                | William Heather         | Dém.             | oui                                  |     | William Heather | Dém.           | 61,1 %         |
| Akaoa                      |                | Teariki William Heather | CIP              | oui                                  |     | Teariki Heather | CIP            | 52,1 %         |
| Murienua                   |                | James Beer              | Dém.             | oui                                  |     | James Beer      | Dém.           | 50,4 %         |
| Titikaveka                 |                | Selina Napa             | Dém.             | oui                                  |     | Selina Napa     | Dém.           | 48,1 %         |
| Ngatangiia                 |                | Atatoa Herman           | CIP              | oui                                  |     | Tamaiva Tuavera | Dém.           | 50,1 %         |
| Matavera                   |                | Kiriau Turepu           | CIP              | oui                                  |     | Kiriau Turepu   | CIP            | 51,2 %         |

Circonscriptions des autres îles
| Circonscription             | Député sortant | Député sortant         | Parti du sortant | Sortant se représente ?              | Élu | Élu                          | Parti de l'élu | Score de l'élu   |
| --------------------------- | -------------- | ---------------------- | ---------------- | ------------------------------------ | --- | ---------------------------- | -------------- | ---------------- |
| Amuri-Ureia                 |                | Toa Isamaela           | CIP              | oui                                  |     | Toa Isamaela                 | CIP            | 57,8 %           |
| Arutanga-Reureu-Nikaupara   |                | Teinakore Tom Bishop   | CIP              | oui, mais sous l'étiquette de l'OCIM |     | Teinakore Bishop             | OCIM           | 68,2 %           |
| Vaipae-Tautu                |                | Mona Ioane             | CIP              | oui                                  |     | Mona Ioane                   | CIP            | 50,9 %           |
| Oneroa                      |                | Winton Brian Pickering | Dém.             | non                                  |     | Kareroa Wesley               | Dém.           | 63,6 %           |
| Ivirua                      |                | Jim Marurai            | Dém.             | oui                                  |     | Jim Marurai                  | Dém.           | pas d'adversaire |
| Tamarua                     |                | Pukeiti Pukeiti        | CIP              | non                                  |     | Tokorua Pareina              | CIP            | 50,9 %           |
| Teenui-Mapumai              |                | Norman George          | sans étiquette   | oui, mais sous l'étiquette Dém.      |     | Rose Toki-Brown              | CIP            | 54,6 %           |
| Tengatangi-Areora-Ngatiarua |                | Nandi Glassie          | CIP              | oui                                  |     | Nandi Glassie                | CIP            | 54,7 %           |
| Mauke                       |                | Tai Tura               | CIP              | oui                                  |     | Tai Tura                     | CIP            | 42,5 %           |
| Mitiaro                     |                | Tangata Mouauri Vavia  | Dém.             | oui                                  |     | égalité ; élection à refaire |                |                  |
| Manihiki                    |                | Henry Puna             | CIP              | oui                                  |     | Henry Puna                   | CIP            | 51,3 %           |
| Rakahanga                   |                | Taunga Toka            | Dém.             | oui                                  |     | Toka Hagai                   | CIP            | 63,9 %           |
| Pukapuka-Nassau             |                | Tekii Lazaro           | CIP              | oui                                  |     | Tekii Lazaro                 | CIP            | 46,9 %           |
| Penrhyn                     |                | Wilkie Rasmussen       | Dém.             | oui                                  |     | Willie John                  | CIP            | 53,4 %           |

### Changements en cours de législature
- Le 26 septembre 2014, la justice invalide l'élection du député Tokorua Pareina (circonscription de Tamarua), privant ainsi le Parti des Îles Cook de sa majorité absolue au Parlement[17].
- Le 17 décembre 2014, la justice invalide l'élection du député et ministre de l'Éducation Moana Ioane (Parti des Îles Cook, circonscription de Vaipae-Tautu)[18]. Une élection partielle doit se tenir le 17 février 2015[19].
- Le 15 mars 2015, Albert Nicholas, député d'Avatiu, quitte le Parti démocrate et rejoint la majorité parlementaire du Parti des Îles Cook. Il affirme avoir agi pour mettre fin à l'incertitude politique provoquée par l'absence de majorité claire au Parlement, et dans l'intérêt des citoyens de sa circonscription[20].